# 탕륭

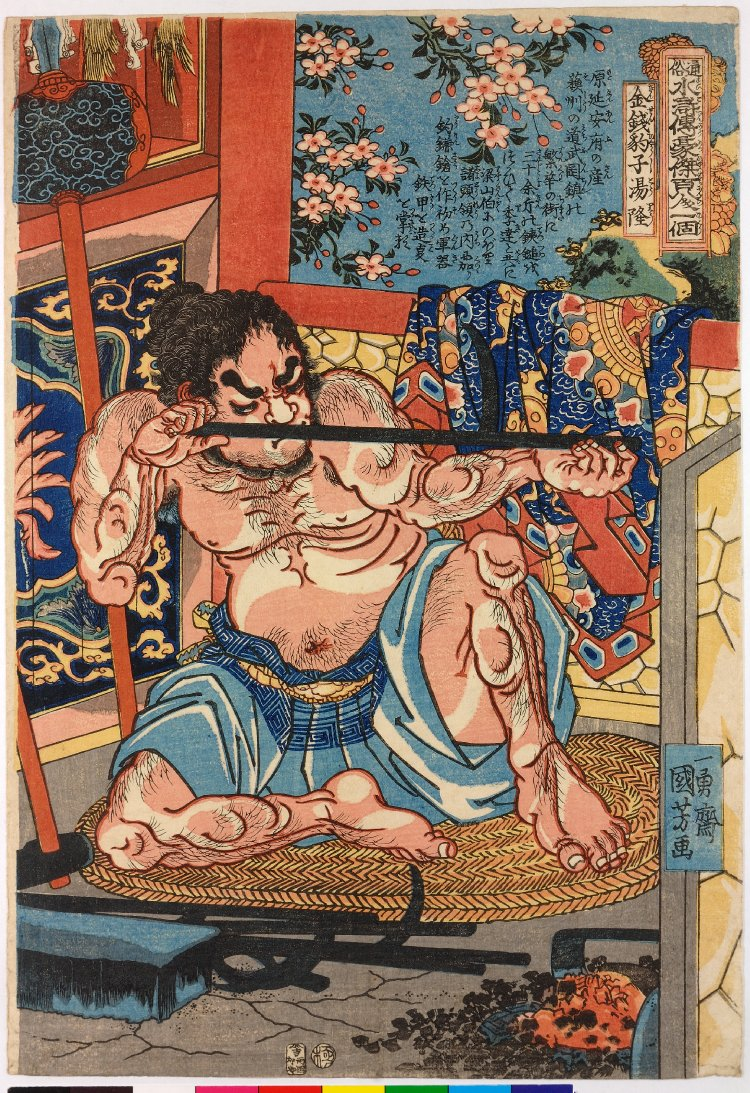

탕륭(湯隆)은 중국의 사대기서(四大奇書) 중 하나인 《수호전》(水滸傳)에 등장하는 인물로, 108성 중 88위이자 지살성(地煞星)의 지고성(地孤星)에 해당한다. 별호는 금전표자(金錢豹子)로 온몸에 표범 무늬를 닮은 곰보가 있는 것에서 유래되었다. '철과추(鐵瓜鎚)'라는 막대기 끝에 쇠구슬이 달린 무기를 다룬다. 사촌 형으로 서녕이 있다.

## 생애
본래 무강진(武岡鎭)의 대장장이 겸 군인. 대대로 이어지는 무기장인 집안이었으나 노름에 빠져 점점 가세가 기울어 이선산 기슭에 정착하게 되었다. 또한 무기 제조 외에 무술에도 뛰어나 30근 정도의 철과추를 가볍게 구사한다. 후에 이규와 만나 의기투합하여 의형제가 되고 양산박에 초대받아 양산박에 들어간다.
고당주(高唐州)에서 고렴을 친 양산박은 호연작이 이끄는 토벌군이 쳐들어와 호연작의 연환마(連環馬) 작전에 고전하고 있었다. 이때 연환마를 깨트리기 위해 탕륭은 사촌 형인 금군의 금창반의 사범 서녕을 양산박에 데려올 것을 말한다. 이후 악화, 시천과 서녕을 함정에 빠뜨려 서녕을 양산박에 데려오는 데 성공한다. 그리고 스스로는 연환마에 대항하기 위한 특수한 창인 구겸창(鉤鎌鎗)을 제조하여 연환마를 무찌르는 공을 세운다.
108명이 양산박에 모인 후에는 양산박의 무기·갑주 제조를 담당하며 고구전, 요나라 정벌 등에 참전한다. 방랍 토벌전에서는 흡주에서 한 차례 대패하지만 적의 야습을 예감한 주무가 매복하여 적을 요격한다. 이때 탕륭은 사진, 구붕 등을 죽인 방만춘을 생포하는 공을 세운다. 이후 마지막 청계현 전투에서 난전 속에서 전사한다.